# El cuarto pasajero
El cuarto pasajero es una  película española de comedia dirigida por Álex de la Iglesia y protagonizada por Blanca Suárez, Alberto San Juan, Ernesto Alterio y Rubén Cortada.

## Sinopsis
Julián (Alberto San Juan), un divorciado de 50 años con problemas económicos, recurre a una aplicación para compartir su coche con desconocidos y, en especial, con alguien que ya no lo es tanto: Lorena (Blanca Suárez), una joven que viaja a menudo a Madrid. Desde hace meses tiene un asiento fijo en su coche y, últimamente, también en su corazón. Julián quiere aprovechar el viaje para sincerarse con ella, pero un error a la hora de escoger el resto de los ocupantes (Ernesto Alterio y Rubén Cortada) incluye a un inquietante pasajero, que provocará un radical cambio en el rumbo de los acontecimientos.

## Reparto
- Blanca Suárez como Lorena
- Alberto San Juan como Julián
- Ernesto Alterio como Rodrigo
- Rubén Cortada como Sergio
- Jaime Ordóñez como Morales
- Carlos Areces como Santiago
- Enrique Villén como Tipo violento
- Fernando Conde como Conductor

## Producción
La película fue anunciada en enero de 2021, revelándose el elenco principal y el comienzo del rodaje, que se llevó a cabo en distintas localizaciones de Madrid, País Vasco y La Rioja.